# Contea di Quilpie
La contea di Quilpie è una Local Government Area che si trova nel Queensland. Essa si estende su una superficie di 67.633,5 chilometri quadrati e ha una popolazione di 976 abitanti. La sede del consiglio si trova a Quilpie.